# Barbar Bhatti
Barbar Bhatti (Southall, 14 februari 1949) is een Britse acteur van Pakistaanse origine. Hij werd vooral bekend als de waaierknecht (Punka Wallah) Rumzan uit de comedyserie It Ain't Half Hot Mum (Oh moeder wat is het heet). Hij werd regelmatig geschopt en er werd dan tegen hem gezegd: sit up straight while you are punkering. Ook ratelde hij vaak in het Indisch. Doorgaans waren alleen de laatste twee woorden in het Engels. 
Hij speelde onder meer gastrollen in Only Fools and Horses en Some Mothers Do 'Ave 'Em. 
Na zijn acteercarrière werd Bhatti actief als verzekeringsagent.

## Filmografie
- Crown Court Televisieserie - De andere Patel (Afl., The Family Business, 1977)
- The Other One Televisieserie - Ali (Episode 1.7, 1977)
- Some Mothers Do 'Ave 'Em Televisieserie - Mr. Singh (Afl., Moving House, 1978)
- Empire Road Televisieserie - Rol onbekend (Afl., The Big Day, 1978)
- The Knowledge (Televisiefilm, 1979) - Parkeerwachter
- Shelley Televisieserie - Mr. Patel (Afl., Moving In, 1979)
- It Ain't Half Hot Mum Televisieserie - Punka Wallah Rumzan (49 afl., 1974-1980)
- Dangerous Davies: The Last Detective (Televisiefilm, 1981) - Patel
- Only Fools and Horses Televisieserie - Eigenaar restaurant (Afl., Cash and Curry, 1981)